# Тигельная машина
Тигельная печатная машина — листовая машина высокой печати. В тигельных машинах на вертикально размещенной плите, талере, крепится печатная форма. Вторая плита, тигель, прижимает бумагу к печатной форме, осуществляя качающееся движение по оси, параллельной нижнему своему ребру. Тигельные печатные машины имеют плоские формную и давящую поверхности.
Эти машины достаточно громоздки и тяжелы вследствие необходимости создания значительной силы давления для переноса краски с формы на запечатываемый материал. Давление регулируется сменой длины шатуна с помощью винтовой пары или же изменением толщины декеля.
Тигельные машины имеют достаточно низкую производительность и сейчас в основном используются для высечки и тиснения. Производительность простой тигельной печатной машины 20—25 циклов в минуту, тигельных автоматов — 50—80 циклов в минуту. Ввиду этого они в основном используются для высечки с помощью штанцформ и тиснения, а не для печати.
Для небольших типографий предназначались машины лёгкого типа, в которых талер был неподвижен, а тигель совершал качающееся движение вокруг неподвижной оси. Эти машины использовались главным образом для печатания небольших тиражей фирменных бланков, листовок и другой малоформатной текстовой продукции.
В тигельных машинах типа Т (Тяжёлого) декель осуществляет сложное движение — колебательное и плоскопараллельное. На таких машинах печатали одно- и многокрасочную иллюстрированную продукцию, например, буклеты, наклейки, визитки, а также переплётные крышки.
Предшественником тигельной печатной машины является механизированный печатный станок, изготовленный Ф. Кёнигом (Германия) в 1803 году. Первую тигельную печатную машину с вертикальным размещением формы построил Джордж  Гордон (США) в 1851 году. Ф. Дегенер в 1857 году изобрёл устройство с прижимной поверхностью, тиглем, и талером, которые были размещены на качающихся рычагах. Большую популярность приобрела тигельная печатная машина с неподвижным талером и сложно движущимся тиглем, разработанная в 1869 году Джоном М. Галли (США).
Тигельные печатные машины в России называли также «американка» и «бостонка». Последнее название относится к тигельному ручному (рычажному) печатному станку.